# Одоардо Бекари
Одоардо Бекари (на италиански: Odoardo Beccari) е италиански пътешественик-изследовател, ботаник.

## Ранни години (1843 – 1865)
Роден е на 16 ноември 1843 година във Флоренция, Италия. Основното си образование завършва в Лука, а след това учи в университетите в Пиза и Болоня. След дипломирането си прекарва няколко месеца в Кралската ботаническа градина в Англия, където се среща с Чарлз Дарвин, Уилям и Джоузеф Хукър, които срещи допринасят много за неговото ориентиране към ботаниката и пътешествията.

## Изследователска дейност (1865 – 1877)
От 1865 до 1868, в продължение на три години изследва растителния свят на Северен Калимантан (днес княжество Саравак в Малайзия) и пръв плава по река Барам. През този период посещава и остров Суматра, където открива растението Amorphophallus Titanum (от гръцки: „гигантски безформен фалос"), известно с най-голямото си съцветие в света (до 3 м).
През 1870, заедно с Орацио Антинори изследва територията на днешна Еритрея.
През 1872, с участието на Луиджи Мария Албертис, изследва югоизточната част на п-ов Чандравасих (Вогелскоп) в Северозападна Нова Гвинея. През 1873 изследва о-вите Ару и Кай в Арафурско море, а през 1874 – малко изследваните райони на остров Сулавеси.
През 1875 – 1876 изследва цялото северозападно крайбрежие на Нова Гвинея на изток до 141º и.д., а през 1876 – 1877 участва в експедицията организирана от Луиджи Мария Албертис по река Флай в Нова Гвинея.

## Следващи години (1877 – 1920)
След завръщането си от първата си експедиция в Саравак започва издаването на списание „Ботанически вестник“, а през 1869 става директор на ботаническата градина във Флоренция, която длъжност заема до края на живота си.
Умира на 25 октомври 1920 година в родния си град на 76-годишна възраст.